# Yucatán-Fleckenskunk
Der Yucatán-Fleckenskunk (Spilogale yucatanensis) ist ein Raubtier in der Gattung Fleckenskunks, das auf der mexikanischen Halbinsel Yucatán und möglicherweise auch in Belize, in den Feuchtwäldern der mexikanischen Bundesstaaten Veracruz und Campeche und in Petén im nördlichen Guatemala vorkommt.

## Systematik
Der Yucatán-Fleckenskunk wurde im Jahr 1938 durch den US-amerikanischen Zoologen William Henry Burt als Unterart des Südlichen Fleckenskunks (Spilogale angustifrons) wissenschaftlich beschrieben. Der Holotyp besteht aus Fell und Schädel eines ausgewachsenen Weibchens, das am 2. März 1936 bei Chichén Itzá durch M. B. Trautman gesammelt wurde. Im Rahmen einer 2021 veröffentlichten phylogenetischen Untersuchung und Revision der Gattung der Fleckenskunke kam heraus, dass der Östliche Fleckenskunk (Spilogale putorius) und der Plains-Fleckenskunk (S. interrupta) aus den östlichen bzw. mittleren USA die nächsten Verwandten des Yucatan-Fleckenskunks sind, während der Südliche Fleckenskunk näher mit dem Wüsten-Fleckenskunk (S. leucoparia) aus den südlichen USA und dem nördlichen Mexiko verwandt ist. Der Yucatán-Fleckenskunk bekam deshalb den Rang einer eigenständigen Art.

## Merkmale
In seiner Beschreibung gibt Burt an, dass der Yucatán-Fleckenskunk sich vom Südlichen Fleckenskunk durch seine geringere Größe und die kleineren, enger zusammenstehenden Zähne unterscheidet. Vom Zwerg-Fleckenskunk (Spilogale pygmaea), der an der mexikanischen Pazifikküste vorkommt, unterscheidet sich der Yucatan-Fleckenskunk durch ein anderes Farbmuster, schwarze Pfoten anstatt weiße, einen größeren und dreieckigeren Schädel und einen größeren Warzenfortsatz am Schläfenbein. Eine Neubeschreibung der Art liegt bisher nicht vor.

## Lebensweise
Lebensraum der Art sind Feucht- und Trockenwälder. Wie der Südliche Fleckenskunk und andere Fleckenskunke ist der Yucatán-Fleckenskunk wahrscheinlich vorwiegend nachtaktiv und ernährt sich von Wirbellosen, Früchten, Amphibien und Kleinsäugern. Zur Verteidigung kann er ein stinkendes Sekret verspritzen. Über die Brutbiologie ist nichts bekannt.

## Belege
1. 1 2 3 4  Molly M. McDonough, Adam W. Ferguson, Robert C. Dowler, Matthew E. Gompper, Jesús E. Maldonado: Phylogenomic systematics of the spotted skunks (Carnivora, Mephitidae, Spilogale): Additional species diversity and Pleistocene climate change as a major driver of diversification. Molecular Phylogenetics and Evolution, Juli 2021, 107266, doi: 10.1016/j.ympev.2021.107266
2. ↑  Don E. Wilson, Russell A. Mittermeier (Hrsg.): Handbook of the Mammals of the World. Volume 1: Carnivores. Lynx Edicions, 2009, ISBN 978-84-96553-49-1, S. 561 u. 562.